# 교향곡 9번 (슈베르트)
교향곡 제9번(또는 제8번) 그레이트 (Sinfonie no.9 in C-dur, D 944, Die Grosse)은 슈베르트가 1828년에 작곡한 교향곡이다.

## 개요
1840년 출판 당시에는 7번으로 번호가 붙어 출판되었으나, 1951년 도이치 목록 초판에서미완성과의 작곡 순서 관계상 9번으로 밀려났다가 1978년의 도이치 목록 개정판에서 7번(D729)의 번호를 박탈함에 따라 8번으로 당겨졌다. 한편 대 교향곡이라는 별명은 원래는 같은 다 장조의 곡인 6번 교향곡에 비해 이 곡이 길이도 길고 필요로 하는 관현악단의 편성도 컸기 때문에 붙여진 편의적인 것이었다.

## 악기 편성
플루트2, 오보에2, 클라리넷2, 바순2, 호른2, 트럼펫2, 트롬본3, 팀파니, 현5부

## 각 악장
필요한 악단 편성뿐만 아니라, 곡 자체의 길이도 1시간(또는 57분)에 육박하여 슈베르트의 교향곡들 중 가장 길다.
- 1악장 안단테-알레그로 마 논 트로포
- 2악장 안단테 콘 모토
- 3악장 스케르초, 알레그로 비바체
- 4악장 피날레, 알레그로 비바체